# Espinograma
Un espinograma es una radiografía que incluye toda la columna desde el cuello hasta la pelvis en una sola placa.
El espinograma o espinografía es un estudio de rayos X que abarca toda la columna vertebral o espina (desde el cuello y hasta la pelvis), obteniendo así una vista panorámica de toda la columna.
Se realiza en posición de frente o de perfil. Se muestra toda la imagen en una sola placa.
Este sencillo estudio radiográfico nos permite visualizar y evaluar la alineación de todas las vértebras, las que deben estar siempre bien alineadas desde arriba hacia abajo, (igual a como cae el hilo de la plomada del albañil), en la visión de frente y en la visión de perfil se controlan las curvaturas que deben ser cervical y lumbar en lordosis (concavidad posterior) y dorsal y sacra en cifosis (concavidad anterior).
Es pedido por el profesional médico frecuentemente para pacientes traumatológicos con diagnósticos por ejemplo de escoliosis, acortamiento de miembros inferiores, etc.
Actualmente se realizan espinogramas digitales que permiten de manera informática medir la alineación y los ángulos de las curvaturas de la columna tanto normales como patológicas.
Esta mediciones múltiples muestra con mayor exactitud los ángulos de Cobb.